# Андерсон, Кен (квотербек)
Кеннет Аллан «Кен» Андерсон (англ. Kenneth Allan "Ken" Anderson, род. 15 февраля 1949 года) — американский профессиональный игрок в американский футбол, выступавший в Национальной футбольной лиге в клубе «Цинциннати Бенгалс». По окончании игровой карьеры работал тренером в «Бенгалс», «Джэксонвилл Джагуарс» и «Питтсбург Стилерз».
На момент завершения карьеры Андерсоном в 1986 году ему принадлежал рекорд НФЛ по количеству сделанных подряд успешных пасов (20), по проценту успешных пасов в одной игре (20 из 22 — 90,9 %) и по проценту успешных пасов за сезон (70,6 % в 1982 году), а также рекорды Супербоула по проценту успешных пасов (73,5 %; в настоящее время рекорд принадлежит Филиппу Симсу) и количеству успешных пасов (25; в настоящее время рекорд принадлежит Тому Брэди — 37). Во время выступления в НФЛ он дважды был лидером по итогам регулярного чемпионата по количеству успешных пасов и пасовых ярдов. Андерсон занимает седьмое место по постсезонному рейтингу квотербеков — 93,5.
Андерсон несколько раз номинировался на включение в Зал славы профессионального футбола и дважды входил в число 15 финалистов (1996 и 1988 году), однако так и не был выбран.
В 2008 году NFL Network поставило Андерсона на 10 место в списке 10 лучших игроков, которые до сих пор не включены в Зал славы.

## Карьера тренера
С 1987 по 1992 года Андерсон работал телевизионным аналитиком радио-трансляций игр «Бенгалс», а с 1993 по 1996 год работал в Цинциннати тренером квотербеков. С 1996 по 2000 год он работал координатором нападения, а в 2001 и 2002 годах вновь тренером квотербеков. В 2003 году он стал тренером уайд-ресиверов «Джексонвилл Джагуарс», а позже и тренером квотербеков. После сезона 2006 года руководство «Джагуарс» решило кардинально поменять тренерский состав и Андерсон вместе с координатором нападения Карлом Смитом и тренером специальных команд Питом Родригесом был уволен. В январе 2007 года новый тренер «Питтсбург Стилерз» Майк Томлин нанял Кена на пост тренера квотербеков. 5 января 2010 года Томлин объявил, что Андерсон уходит в отставку. В составе «Стилерз» Андерсон получил чемпионский перстень после того, как его команда победила в Супербоуле XLIII.